# Bevrijding van Groningen
De bevrijding van Groningen, ook wel slag om Groningen genoemd, vond plaats aan het eind van de Tweede Wereldoorlog. Van 13 april tot 16 april werd er gestreden tussen enerzijds Duitse Wehrmachtsoldaten, Nederlandse en Belgische SS'ers en anderzijds de gehele 2e Canadese infanteriedivisie.
De Duitse strategie was slecht en de verdedigers hadden nog nooit samen gevochten. De Canadezen wilden de stad snel innemen om door te kunnen steken naar Delfzijl om deze haven te openen voor voedselkonvooien om de uitgehongerde bevolking van West-Nederland van voedsel te kunnen voorzien. Daarnaast kon zo de Eems worden afgesloten om de nog altijd actieve Duitse U-boten te belemmeren nog langer de Eems te gebruiken als uitvalsbasis.
De Canadezen hielpen het Tweede Britse Leger bij de bevrijdingstocht en bezetting van nazi-Duitsland. Voor de Canadezen was de slag om Groningen een van de zwaarste stadsgevechten van de bevrijding. Bij de bevrijding van Groningen waren ook ondergrondse strijders van de Binnenlandse Strijdkrachten actief.

## Situatie
In de stad woonden tegen het begin van de oorlog ongeveer 124.000 mensen, maar door een grote stroom vluchtelingen vanuit het zuiden was dit opgelopen tot meer dan 150.000. Een groot aantal verzetsstrijders was vlak voor de komst van de Canadezen opgepakt en veel van hen waren gefusilleerd.
De oprukkende Canadese troepenmacht was verantwoordelijk voor de bevrijding van de stad en de westelijke en noordelijke delen van de provincie, terwijl de Poolse troepen zich richtten op Oost-Groningen.

### Verdedigingswerken

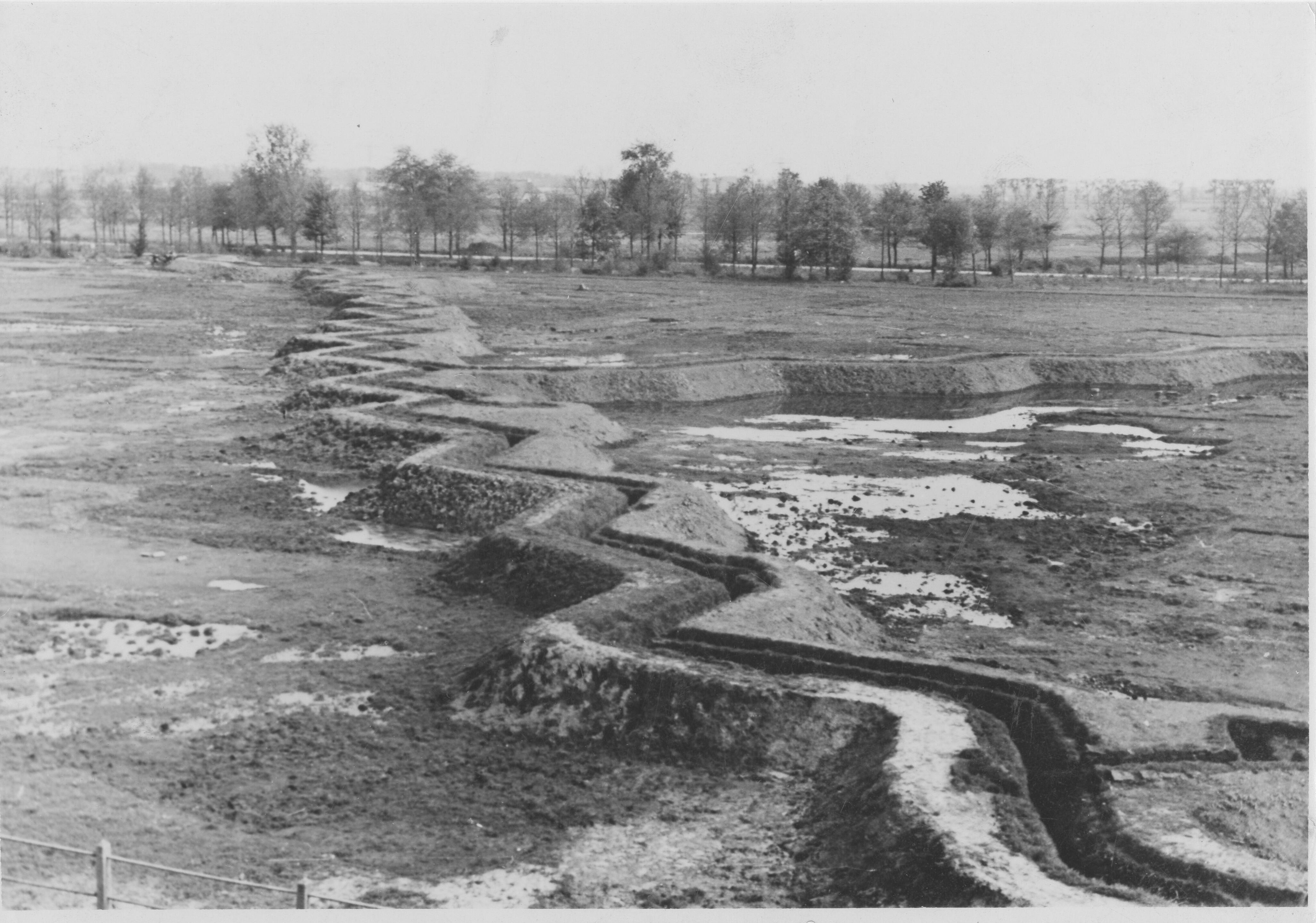
Loopgravenlinies in het Stadspark

Het grootste deel van de binnenstad bezat nog het 15e/16e-eeuwse nauwe patroon met veel eenrichtingsstraten. De binnenstad was omringd door grachten, met 12 bruggen als toegangspoorten. Veel van deze bruggen waren voor de komst van de Canadese troepen door de Duitsers uit voorzorg opgeblazen of zwaar beschadigd (A-brug, Basculebrug, Brug bij de Eeldersingel, Kranebrug, de brug bij Paddepoel, de Spoorbrug en de Verkeersbrug) of waren opgehaald om te voorkomen dat ze zouden worden gebruikt. Andere obstakels waren de kanalen in de stad die de Canadese troepen moesten oversteken. Het te veroveren stedelijke gebied inclusief de buitenwijken mat grofweg 4,5 kilometer (van oost naar west) bij 3 kilometer (van noord naar zuid). Groningen vormde verder het eindpunt van een luchtafweersgeschutslijn met ongeveer 21 geschutstukken (onderdeel van de Westwall, die Hitler in 1944 had laten bouwen) die liep tot aan de stad Emden, waarvan twee stukken zich aan oostzijde van de stad bevonden. Ten noorden van Groningen was het eiland Borkum voorzien van 12 luchtafweergeschutstukken en een aantal kustbatterijen. Vanaf september 1944 waren alle beschikbare Groningse mannen van 16 tot 60 jaar ingezet om loopgraven, antitankkuilen en mitrailleursnesten uit te graven langs de kanaaloevers voor de verdediging van de stad en bunkers te bouwen bij de belangrijkste bruggen. Ook waren lager gelegen delen onder water gezet.

### De Duitse bezettingsmacht
Het Duitse bevel in Groningen was op bevel van generaal Johannes Blaskowitz vastberaden om de stad zo lang mogelijk in handen te houden om zo de evacuatie van duizenden Duitse troepen uit Friesland via Delfzijl over de Eemsmond te beschermen en de Eems te beschermen tegen invallen van de geallieerde troepen naar Duitsland. Daarnaast vreesde een samenraapsel van Nederlandse en Belgische SS-bondgenoten voor hun leven en wilde zich daarom ook niet zonder slag of stoot overgeven. Het Duitse verzet bestond uit ongeveer 7000 tot 7500 man; een mengelmoes van soldaten van de Wehrmacht, Luftwaffe, Kriegsmarine, parachutisten, fanatieke Nederlandse en Belgische SS-soldaten, paramilitairen en burgers zonder gevechtservaring zoals Hitlerjugend-groepen en leden van de Nederlandse Landwacht, Duits spoorwegpersoneel en de SD, waarvan het hoofdkwartier van de Noordelijke provincies zich in Groningen bevond.
De Canadese troepen wisten niet dat de Duitse 480e Infanteriedivisie op 5 april de stad naar het oosten verlaten had. Hierdoor konden de nauwe straten en vele verdedigingswerken van de binnenstad en andere delen van de stad niet volledig worden benut door de Duitse verdediging.

### Canadese troepenmacht
De Canadese divisie bestond uit negen infanteriebataljons verdeeld over drie brigades, een machinegeweerbataljon en een patrouillebataljon. Om de vele burgers in de stad te sparen werden luchtaanvallen en artilleriebeschietingen van tevoren uitgesloten. Het terrein rond de stad leende zich daarnaast niet voor indirecte aanvallen, waardoor het Canadese bevel aangewezen was op de infanterie. De overgave van tevoren afdwingen werd niet waarschijnlijk geacht vanwege de aanwezigheid van de fanatiekere SS'ers.

## De aanval

### 13 april
Het Canadese plan op 13 april was de derde, vierde en vijfde veldregimenten in te zetten om met hun 25 ponders vanaf Eelde vooral doelen aan de oostzijde van de stad te beschieten, zodat de Duitsers zich niet terug konden trekken naar Delfzijl. Voor de aanvalsondersteuning werden 50 Shermantanks en een aantal lichte Stuarttanks van The Fort Garry Horse ingezet. De Royal Hamilton Light Infantry reed mee op de tanks en trok zo het zuidwesten van de stad binnen, waar ze eenvoudig door de onderbemande verdedigingswerken reden. In de suikerfabriek, het Stadspark en een aantal huizen langs de Paterswoldseweg waren echter geduchte verdedigingswerken ingericht, waardoor hun opmars werd opgehouden. Het liep uit op huis-aan-huisgevechten, waarbij ook in de nacht van 13 op 14 april werd doorgevochten. In de nacht was het echter zeer moeilijk om de positie van de scherpschutters te bepalen, die zich overal hadden verscholen. Daarnaast waren door SS'ers mitrailleursnesten ingericht in kelders en liepen SS'ers in burger rond om op geschikte momenten ineens het vuur te openen, vaak vanaf balkons in dicht op elkaar staande huizen.

### 14 april

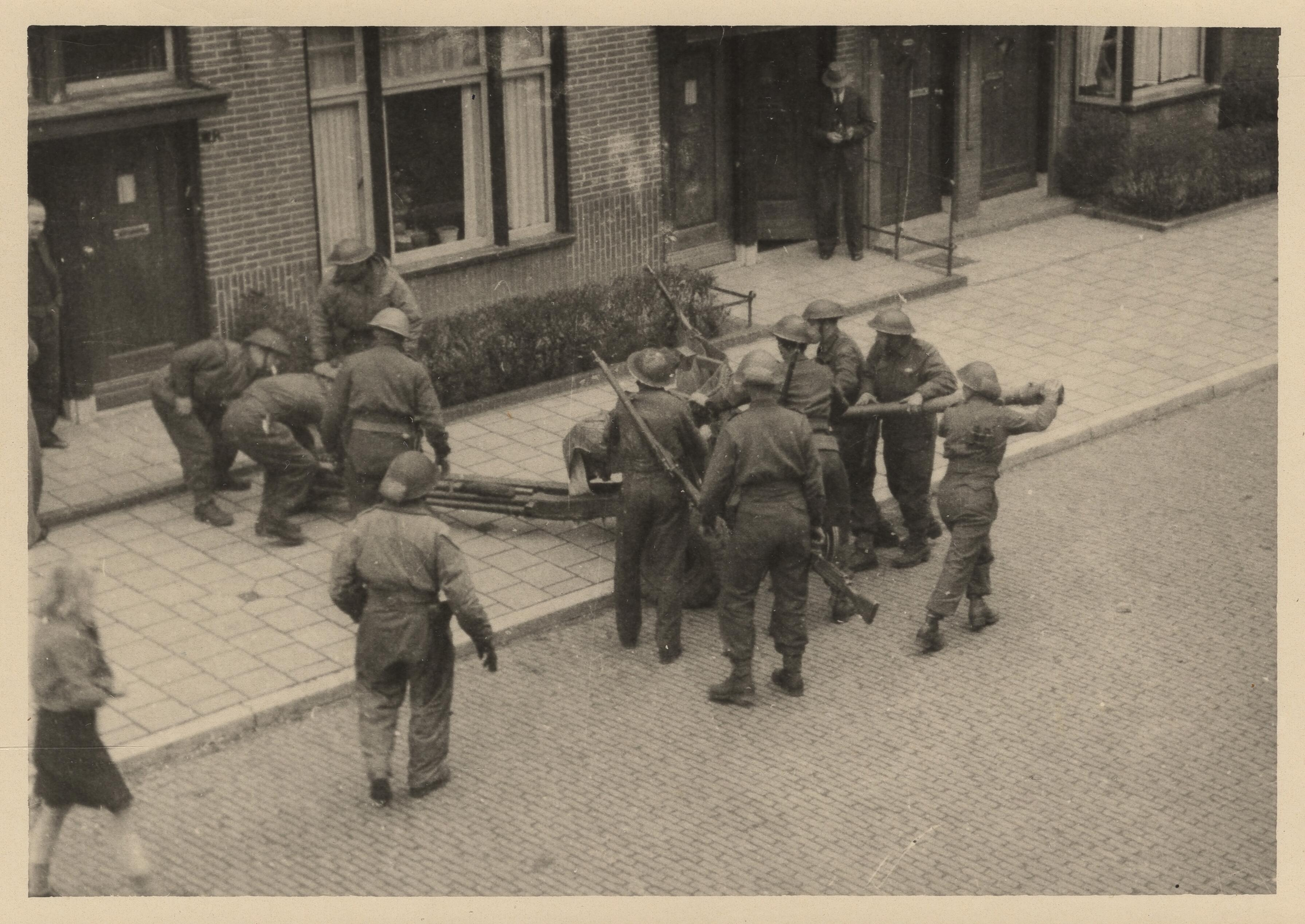
Canadese soldaten stellen geschut op aan de Ernst Casimirlaan in de Oranjebuurt ten westen van de binnenstad

Op 14 april werd na lange gevechten het zuiden van de stad veroverd. In de morgen werden de infanterietroepen geholpen door het Royal Regiment of Canada, dat hen hielp om een brug vrij te maken van Duitse troepen om zodoende hun doel, de grachtengordel rond de binnenstad, te halen. De hele 14e april was men hiermee bezig, maar aan het einde van de dag waren bij de Royal Hamilton Light Infantry 11 man gesneuveld en een groot aantal gewond en trok de eenheid zich terug, beseffende dat een beter plan noodzakelijk was.
Dit plan werd de inzet van The Black Watch en Calgary Highlanders van de vijfde brigade. Zij kregen de opdracht om de stad vanuit het noordwesten aan te vallen, terwijl een derde regiment van de vijfde brigade, de Quebecse Le Regt de Maisonneuve werd opgedragen om de suikerfabriek in te nemen. Ondertussen moest de vierde brigade een grachtenoversteek zien te veroveren en de zesde brigade oprukken naar de Grote Markt.
Intussen werd op 14 april ook Hoogkerk aangevallen vanuit het zuiden en tegen 5 uur 's middags zonder verzet ingenomen, waardoor de troepen konden oprukken naar Groningen. Halverwege de avond waren de troepen tot iets ten westen van de grachtengordel naar een paar blokken van het universiteitscomplex opgerukt en hadden het hele zuiden van de stad in handen.
De westelijke zijde van de oude binnenstad was afgesloten doordat de bruggen waren opgeblazen. De Herebrug was zwaar gebarricadeerd, met Duitse mitrailleursnesten in de gebouwen ten noorden van de brug. Het kostte de vierde brigade de hele 14e april om al de Duitsers uit de gebouwen ten noorden van de brug en de brug zelf in handen te krijgen. Hierdoor kon de zesde brigade doorsteken en het zuiden van de Grote Markt bereiken, waar ze stuitte op een zwaar gebarricadeerde noord- en oostzijde. De Duitse troepen hadden aan de noordzijde machinegeweren in de kelders en scherpschutters op de bovenste verdiepingen van de kantoren en woongebouwen daar geïnstalleerd. De SD had haar hoofdkwartier in het Scholtenshuis aan de oostzijde ook gebarricadeerd. De noordzijde en oostzijde van de Grote Markt werden vanwege de aanwezigheid van Panzerfausten eerst met rust gelaten tot er meer troepen arriveerden.

### 15 april
Op de 15e april werd rond 1 uur 's nachts een bruggenhoofd gevormd ten noorden van het kanaal, zodat The Black Watch twee compagnieën het centrum in kon sturen. Daarop werd de strijd gestaakt tot de morgen.
De volgende morgen werd de strijd voortgezet. De vijfde brigade trok verder op vanuit het westen naar de westelijke gracht en de universiteitsgebouwen en een Duits marinehoofdkwartier, terwijl The Black Watch zich richtte op de stadsdelen ten noordoosten en noorden van het stadscentrum. Op veel plaatsen werden daarbij zware straatgevechten gevoerd en er ontstonden veel branden door de beschietingen. Soms werden vlammenwerpers ingezet om gebouwen sneller te veroveren.
Het noorden van de binnenstad (Nieuwe Uitleg, beter bekend als Hortusbuurt) werd veroverd na twee uur van zware gevechten in het Noorderplantsoen. Het stadscentrum rond de Grote Markt was het toneel van de zwaarste gevechten. De gebouwen aan de noord- en oostzijde werden vanuit het zuiden met tankvuur beschoten, zodat alle gebouwen werden verwoest. De Canadezen wisten echter niet het oude centrum vanuit de Hortusbuurt te bereiken door zware Duitse beschietingen. De Duitse troepen die niet gevlucht waren naar Delfzijl, waren nu omsingeld. Tegen de avond waren alleen nog enkele kleine verzetshaarden en het terrein van het Provinciaal Electriciteits Bedrijf in Duitse handen.

### 16 april

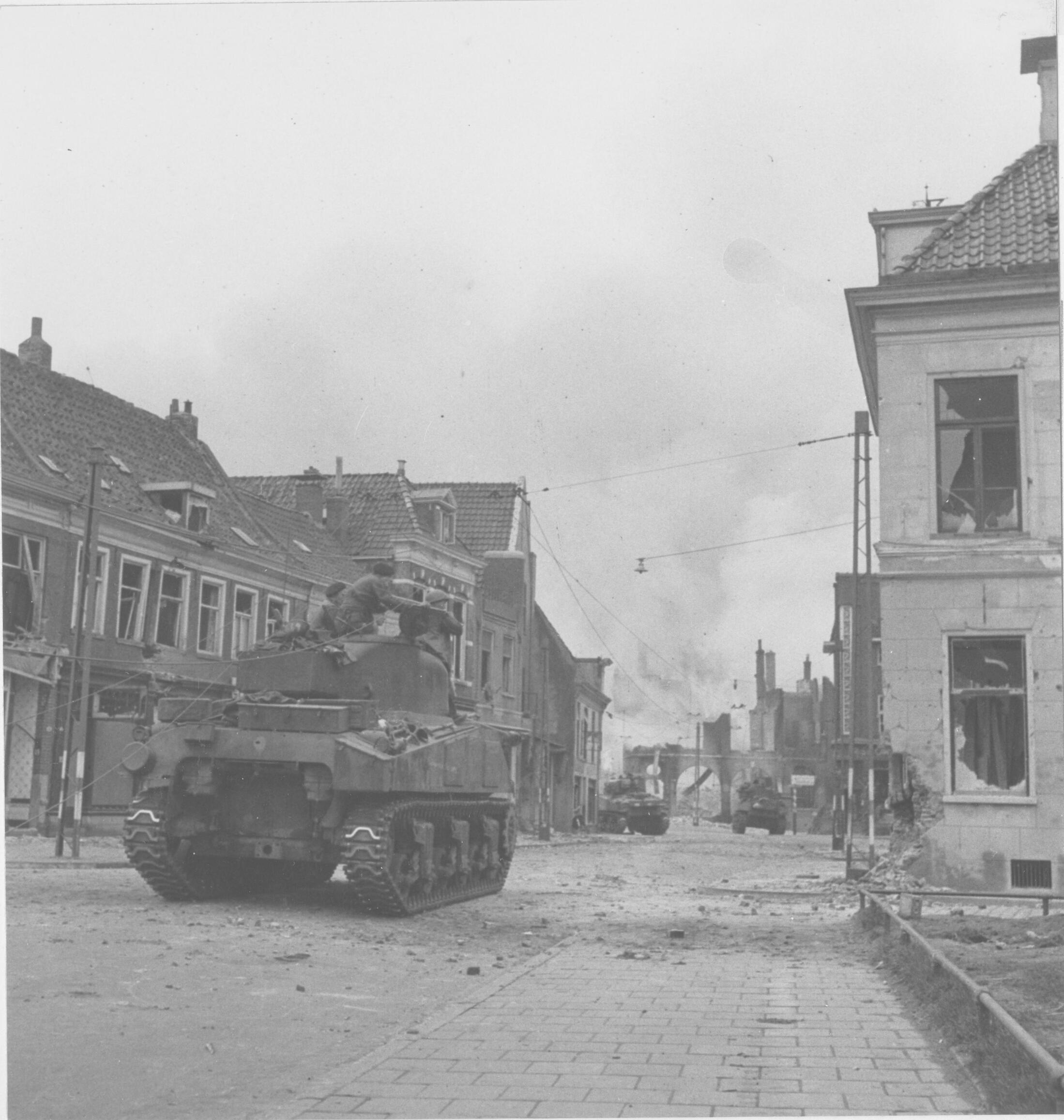
16 april: Canadese tanks vuren vanaf de Rademarkt op Duitse posities in het zuidelijke deel van de binnenstad

De Duitse bevelhebber had een gebrek aan munitie en zag bovendien in dat het geen zin had om tot de laatste man door te vechten. Luitenant-kolonel Dextraze van het Les Fusiliers Mont-Royal van de zesde brigade wist zodoende de overgave af te dwingen in het hoofdkwartier in het voormalige Rijksarchief aan de St. Jansstraat. De vijfde en zesde brigades veegden ondertussen de laatste verzetshaarden, zoals de Noorderhoogebrug, schoon. Als laatsten werden het noorden en noordoosten van de stad ingenomen. Nadat de Oostersluis was overmeesterd (zie Pop Dijkema) werd de opmars naar Delfzijl ingezet die uiteindelijk uitmondde in de bevrijding van Delfzijl. De slag om Delfzijl duurde van 23 april tot en met 2 mei.

## Resultaten
Na de strijd verklaarde de Canadian Provost Corps dat bij de slag om Groningen aan Duitse zijde 95 officieren en 5.117 andere soldaten waren gevangengenomen. Ongeveer 2.000 soldaten waren ontkomen naar Delfzijl. Uit een onderzoek uit 1951 bleek dat 130 Duitse soldaten waren gedood. 43 Canadese soldaten werden gedood en 166 Canadese soldaten raakten gewond, terwijl ook 106 burgers om het leven kwamen. De grootste schade in de stad werd toegebracht aan de noord- en oostwand van de Grote Markt, die na de oorlog volledig werden herbouwd. In totaal werden ongeveer 270 gebouwen verwoest of beschadigd. De Martinitoren en -kerk bleven, enigszins tegen de verwachting in, gespaard.

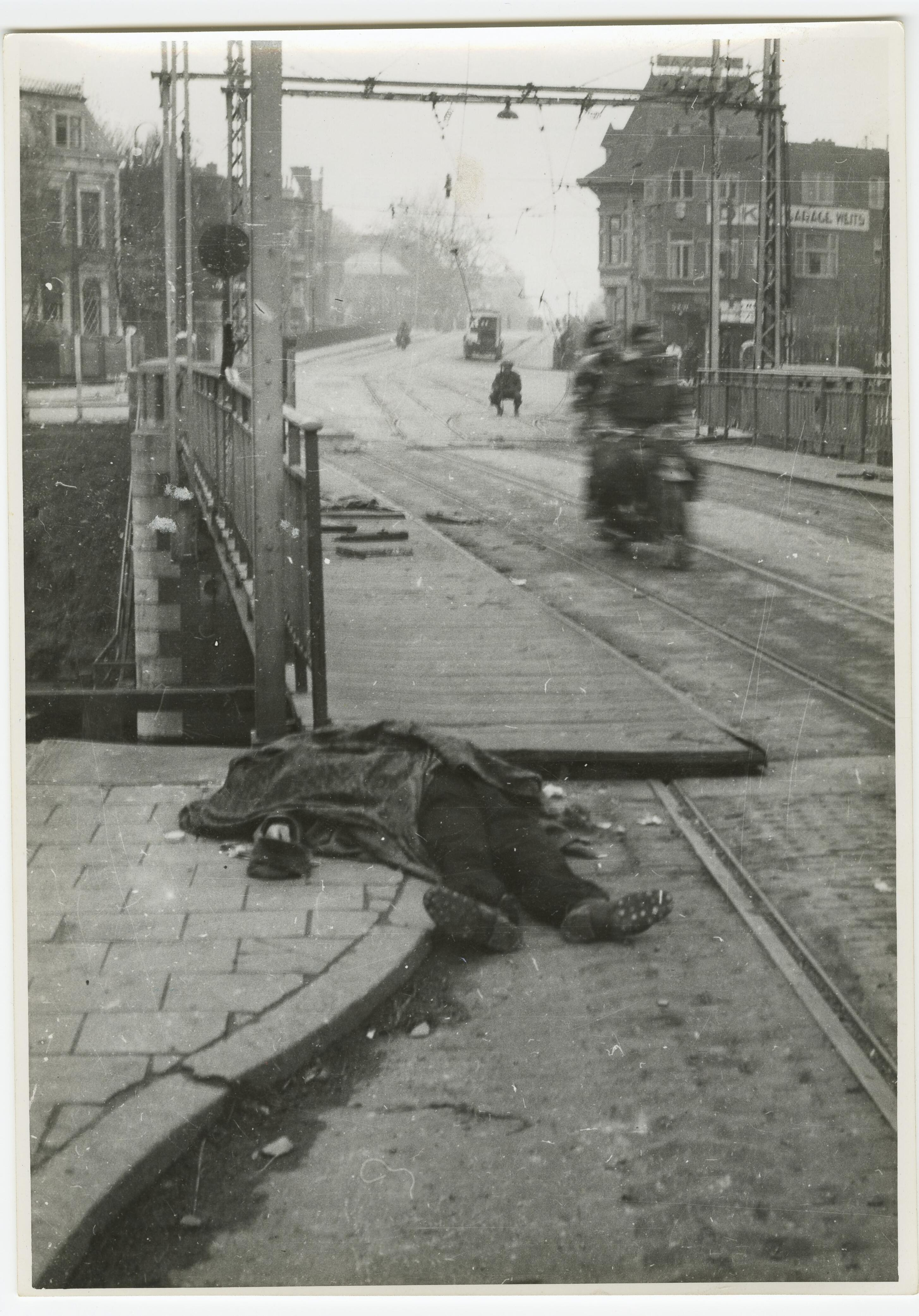
Twee Canadese soldaten op een motor kijken naar het lijk van een Duitse soldaat voor de Herebrug
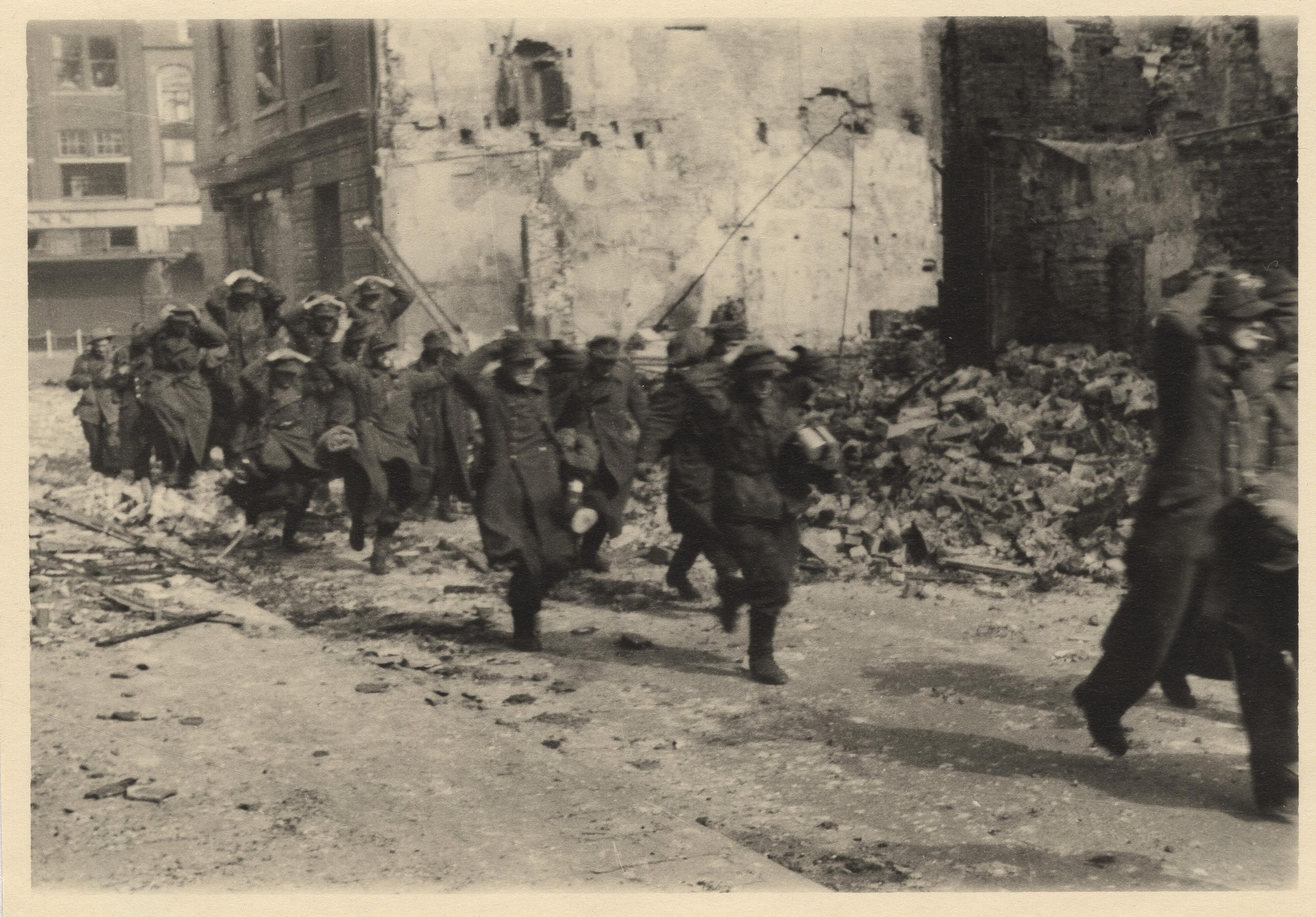
Duitse krijgsgevangenen worden door de verwoeste Guldenstraat gedirigeerd door Canadese soldaten
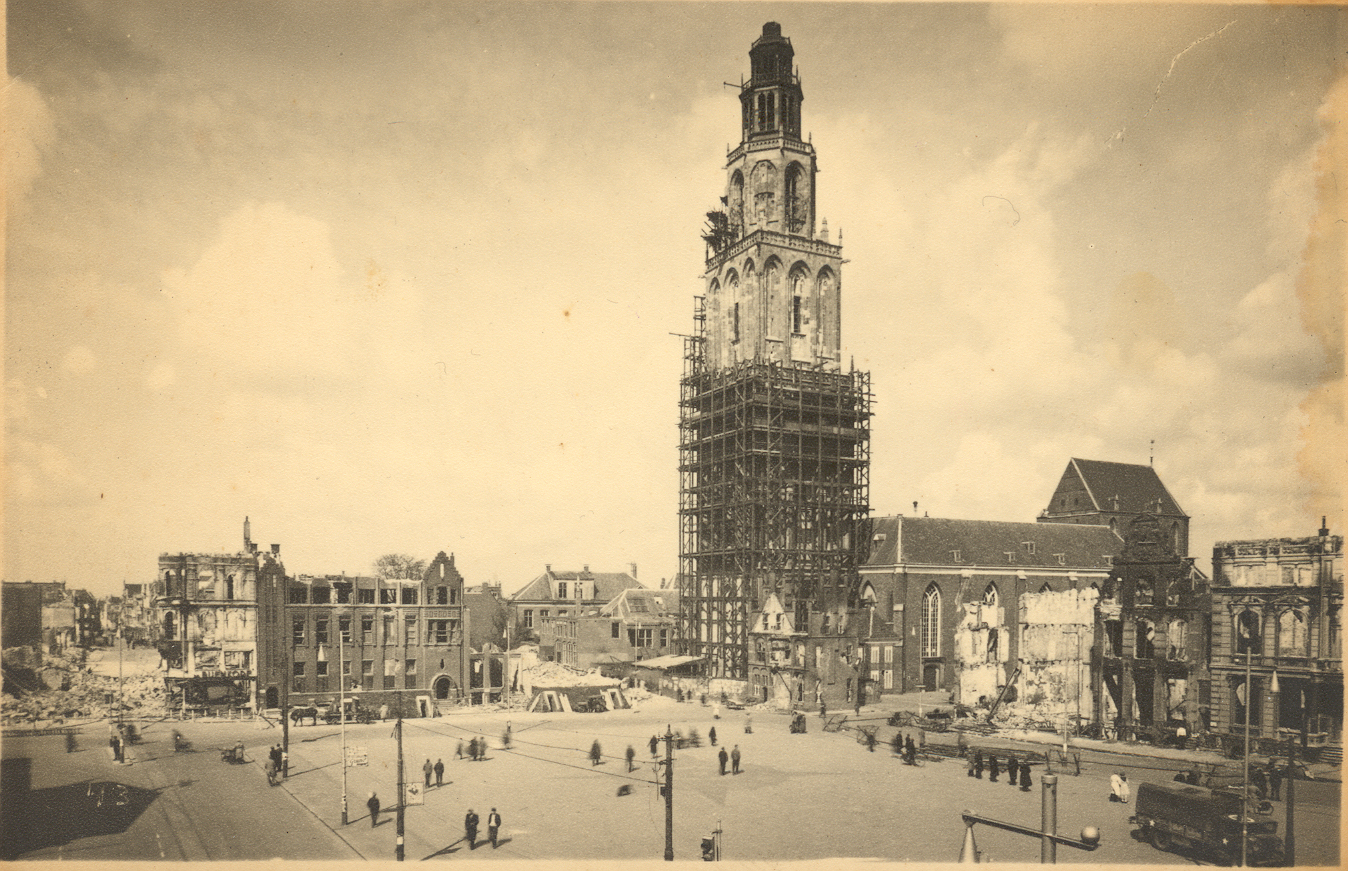
Verwoestingen aan noord- en oostzijde van de Grote Markt, het zwaarst getroffen deel van de stad. Rechtsvoor de Martinitoren naast de ruïnes van de Hoofdwacht. Helemaal rechts de ruïnes van het Scholtenhuis.
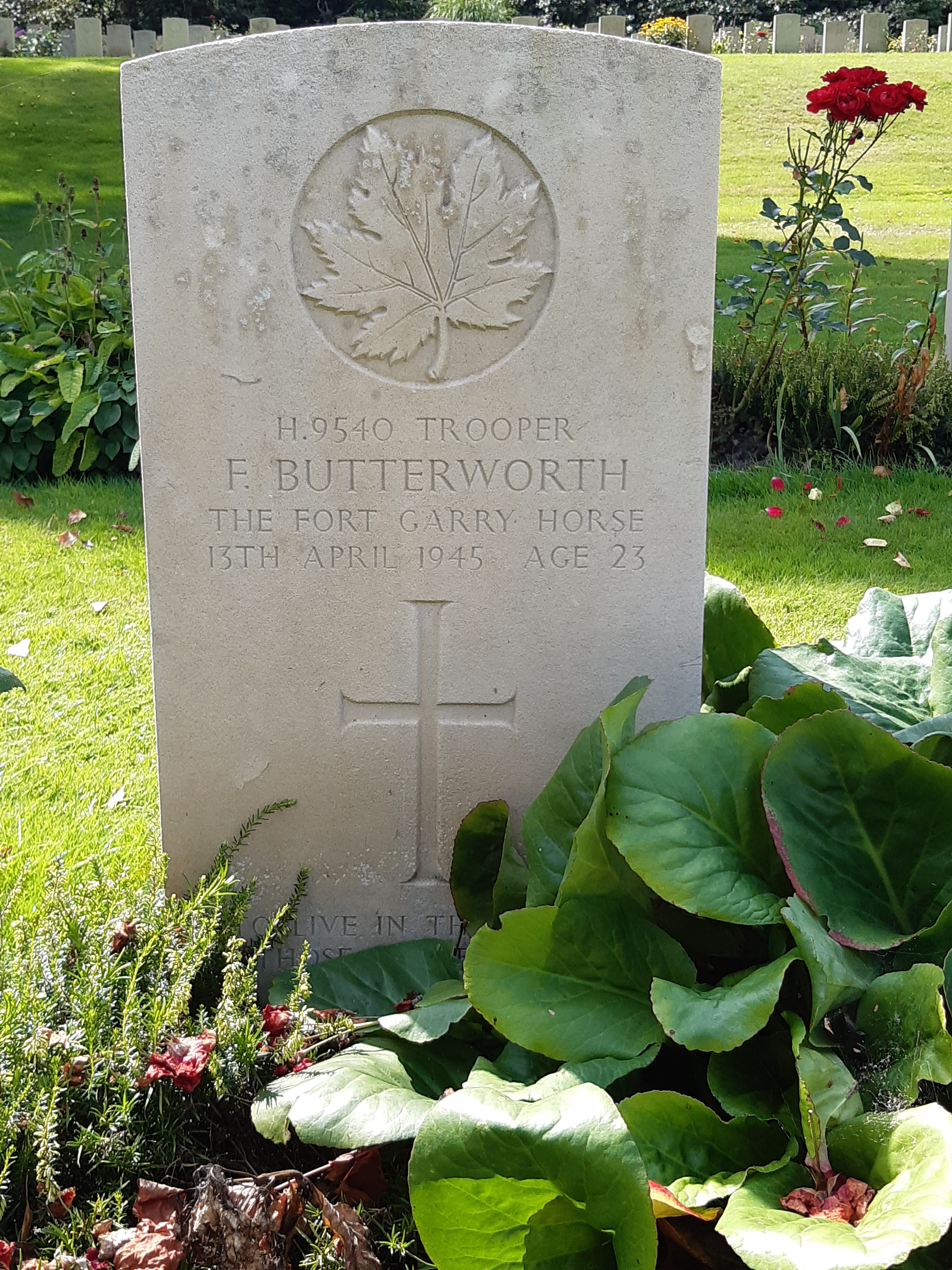
Graf van Fred Butterworth, de eerste Canadese soldaat die sneuvelde bij de bevrijding van Groningen, op het Holten Canadian War Cemetery